# Plinthaster ephemeralis
Plinthaster ephemeralis är en sjöstjärneart som beskrevs av Macan 1938. Plinthaster ephemeralis ingår i släktet Plinthaster och familjen ledsjöstjärnor.
Artens utbredningsområde är Tanzania. Inga underarter finns listade i Catalogue of Life.